# SpaceX Dragon 1
Dragon, znany również jako Dragon 1 – bezzałogowy, częściowo odnawialny statek kosmiczny opracowany przez amerykańską firmę SpaceX, który w latach 2012–2020 wykonał 19 lotów w celu zaopatrzenia Międzynarodowej Stacji Kosmicznej.
Podczas pierwszego lotu statku w grudniu 2010 roku Dragon 1 stał się pierwszym komercyjnie zbudowanym statkiem kosmicznym, któremu udało się powrócić z orbity okołoziemskiej. 25 maja 2012 roku Dragon stał się pierwszym komercyjnym statkiem kosmicznym, który pomyślnie zadokował do Międzynarodowej Stacji Kosmicznej. SpaceX podpisało kontrakt z NASA na dostawę ładunku na Międzynarodową Stacją Kosmiczną w ramach programu Commercial Resupply Services, a statek Dragon 1 rozpoczął regularne loty towarowe w październiku 2012 roku.
Ostatni lot statku kosmicznego Dragon 1 odbył się 7 marca 2020 roku, kiedy to Dragon 1 poleciał na Międzynarodową Stację Kosmiczną w ramach misji SpaceX CRS-20. W dalszych lotach zaopatrzeniowych SpaceX wykorzystuje SpaceX Dragon 2.

## Historia
SpaceX rozpoczęła prace rozwojowe statkiem kosmicznym Dragon 1 pod koniec 2004 roku, ogłaszając to publicznie w 2006 roku. Również w 2006 roku SpaceX zdobyła kontrakt na wykorzystanie Dragona 1 do komercyjnego zaopatrzenia Międzynarodowej Stacji Kosmicznej dla NASA.

### Commercial Orbital Transportation Services

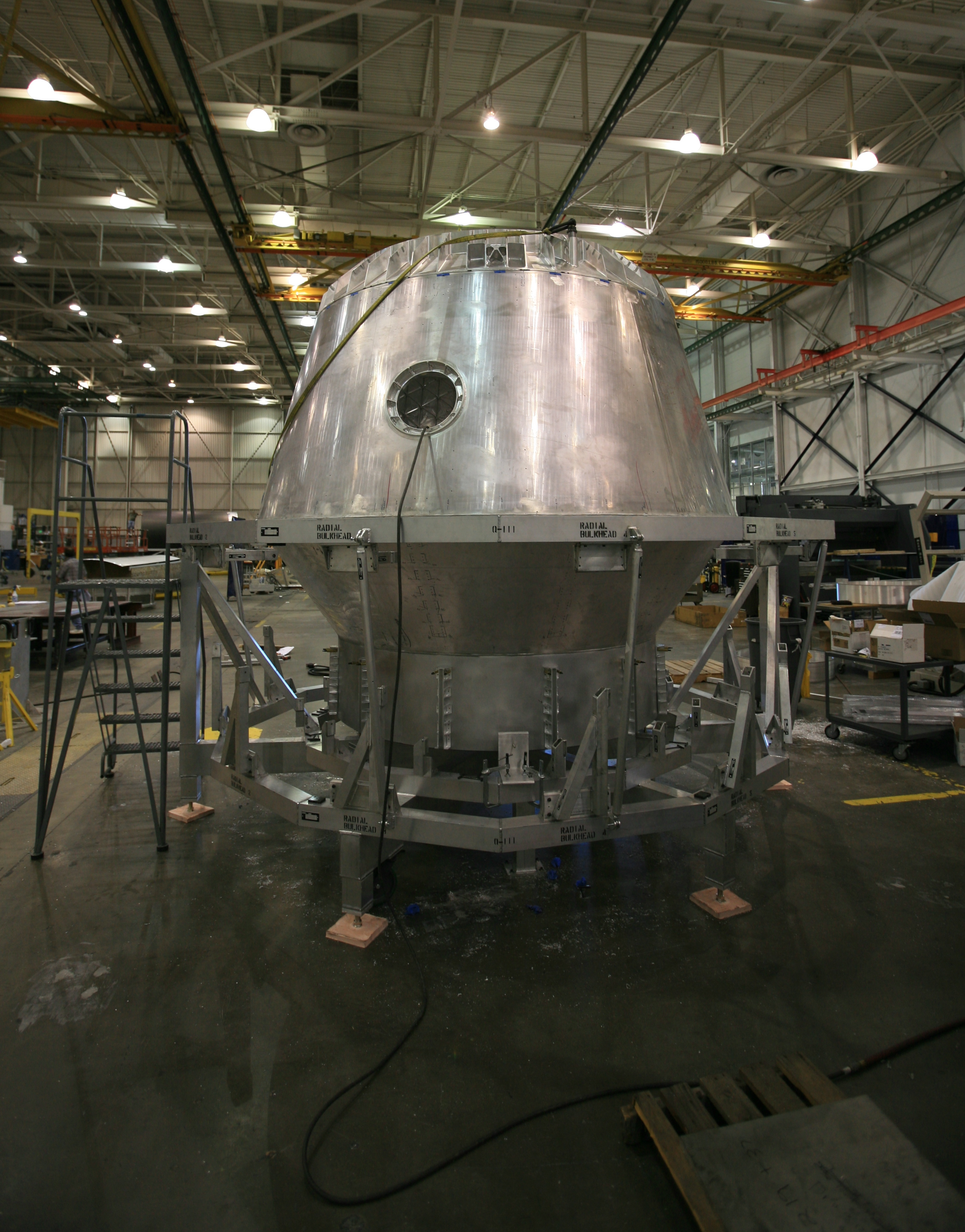
Zbiornik ciśnieniowy Dragon 1 podczas testów w 2008 roku

W 2005 roku NASA zebrała propozycje komercyjnego statku kosmicznego, który mógłby zaopatrzyć Międzynarodową Stację Kosmiczną w ramach rozwoju programu Commercial Orbital Transportation Services. Dragon 1 był częścią propozycji SpaceX złożonej NASA w marcu 2006 roku.
W sierpniu 2006 roku NASA ogłosiła, że firma SpaceX została wybrana wraz z Kistler Aerospace do opracowania statków kosmicznych umożliwiających transport ładunków na Międzynarodową Stację Kosmiczną. SpaceX i Kistler Aerospace miały otrzymać odpowiednio do 278 mln USD i 207 mln USD. Kistler Aerospace nie wywiązał się ze swoich zobowiązań, a cała umowa została rozwiązana z Kisterem w 2007 roku. NASA później przyznała kontrakt firmy Kistler Aerospace firmie Orbital Sciences Corporation.

### Commercial Resupply Services
23 grudnia 2008 roku NASA przyznała firmie SpaceX kontrakt Commercial Resupply Services o wartości 1,6 miliarda dolarów z możliwością zwiększenia maksymalnej wartości kontraktu do 3,1 miliarda dolarów. Kontrakt przewidywał 12 lotów o łącznej masie minimalnej wynoszącej 20 000 kilogramów ładunku, który miałby zostać przetransportowany na Międzynarodową Stację Kosmiczną.
Warunkiem zwiększenia zysku z kontraktu Commercial Resupply Services było przeanalizowanie przez SpaceX ochrony przed promieniowaniem kosmicznym we wszystkich systemach statku Dragon 1 oraz to, w jaki sposób statek kosmiczny zareaguje na niepożądane promieniowanie. Analiza i finalny projekt Dragona 1, w którym zastosowano potrójną redundantną architekturę komputera, zostały sprawdzone przez niezależnych ekspertów i zakończyły się zatwierdzeniem przez NASA statku Dragon 1 do lotów dla programu Commercial Resupply Services.

### Loty demonstracyjne

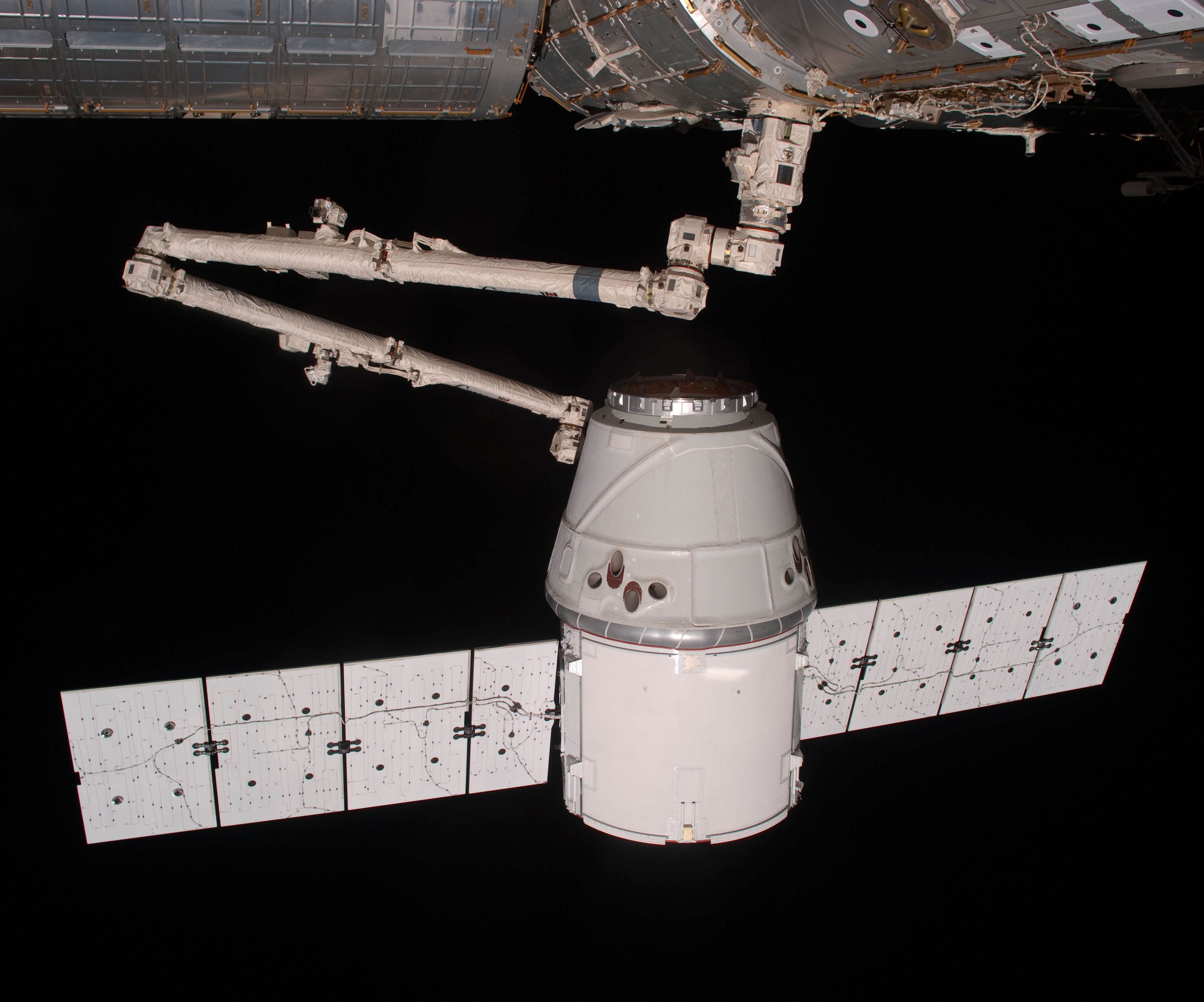
Dokujący Dragon 1 do Międzynarodowej Stacji Kosmicznej

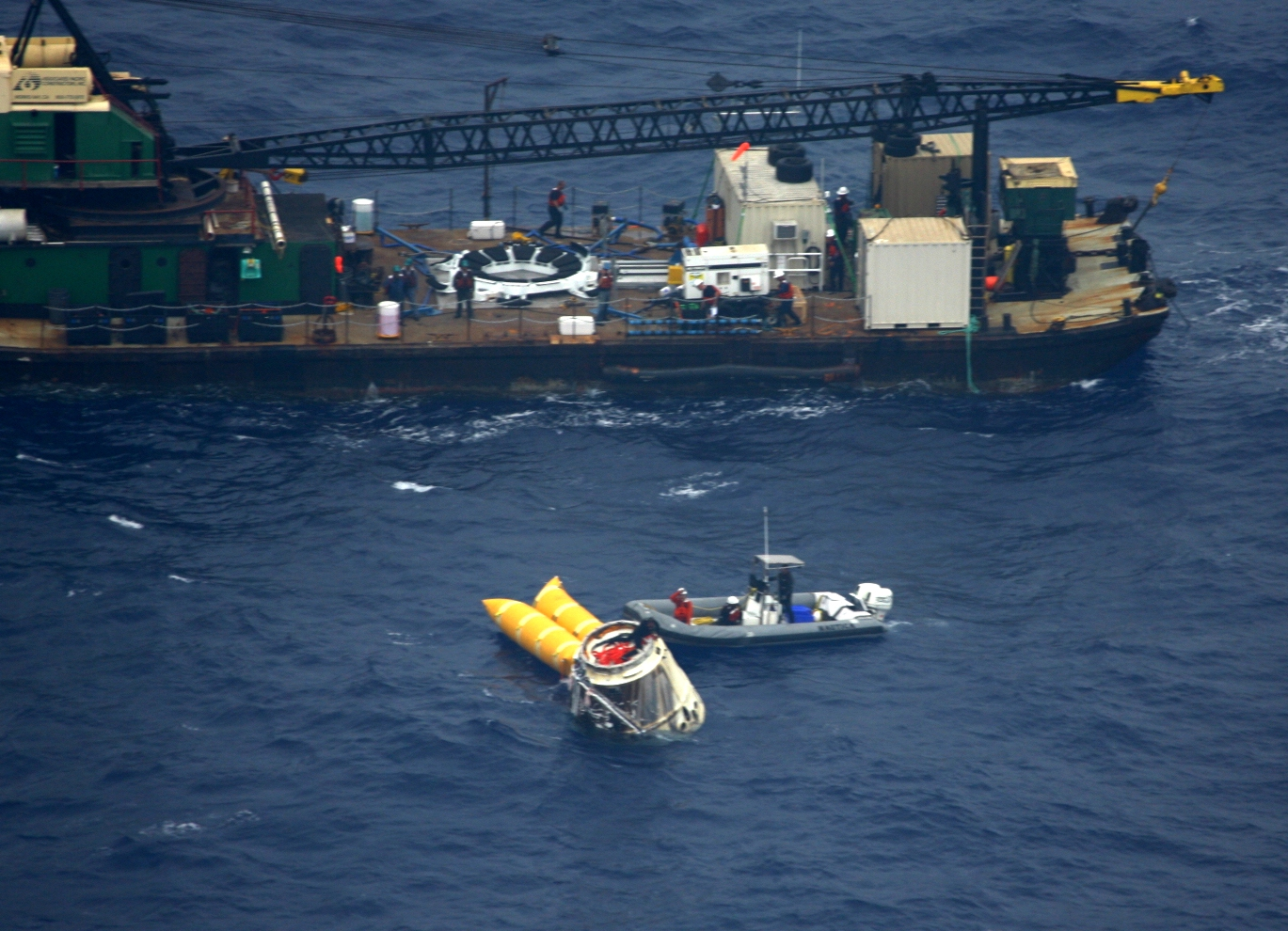
Odzyskiwanie statku Dragon 1

Pierwszy lot rakiety Falcon 9 v1.0 odbył się w czerwcu 2010 roku i w ramach jego wyniesiono na orbitę symulator masy statku Dragon. Podczas lotu podstawową misją owego symulatora było przekazywanie danych aerodynamicznych rejestrowanych podczas wznoszenia.
NASA podpisała kontrakt na trzy loty testowe ze SpaceX, ale później zmniejszyła tę liczbę do dwóch. Pierwszy statek kosmiczny Dragon wystartował 8 grudnia 2010 roku w ramach swojej pierwszej misji COTS Demo Flight 1, która została zlecona przez NASA. Dragon 1 został pomyślnie odzyskany po ponownym wejściu w atmosferę. Misja była także drugim lotem rakiety nośnej Falcon 9 v1.0. W listopadzie 2010 roku Federalna Administracja Lotnicza wydała pozwolenie na wejście w atmosferę statku Dragon 1.
Drugi lot statku Dragon 1, również został zlecony przez NASA i był misją demonstracyjną statku, która wystartowała pomyślnie 22 maja 2012 roku tuż po zatwierdzeniu przez NASA propozycji SpaceX dotyczącej połączenia celów misji SpaceX COTS Demo Flight 2 i 3 w jeden lot Falcona 9 v.1.0, co ostatecznie doprowadziło do przemianowania misji na Dragon C2+. Statek Dragon 1 przeprowadził testy orbitalne swoich systemów nawigacyjnych i procedur przerwania, zanim został złapany przez ramię Canadarm2 i pomyślnie zadokowany do Międzynarodowej Stacji Kosmicznej 25 maja 2012 roku w celu wyładunku ładunku. Dragon powrócił na Ziemię 31 maja 2012 roku, wodując zgodnie z planem na wodach Oceanu Spokojnego, by móc zostać wydobyty przez załogę naziemną.
23 sierpnia 2012 roku Administrator NASA Charles Bolden ogłosił, że firma SpaceX ukończyła wszystkie wymagane etapy w ramach kontraktu Commercial Resupply Services i uzyskała zgodę na rozpoczęcie operacyjnych misji zaopatrzeniowych na Międzynarodową Stację Kosmiczną.

### Loty operacyjne
Dragon 1 został wystrzelony w swój pierwszy operacyjny lot CRS 8 października 2012 roku i pomyślnie zakończył swoją misję 28 października 2012 roku. NASA początkowo zakontraktowała SpaceX na 12 misji operacyjnych, jednak później przedłużono kontrakt Commercial Resupply Services o 8 kolejnych lotów SpaceX, co dało łącznie 20 startów do 2019 roku. W 2016 roku firmie SpaceX przydzielono nową partię 6 misji w ramach kontraktu Commercial Resupply Services 2. Misje te mają zostać zrealizowane w latach 2020-2024.

### Ponowne wykorzystanie
Misja SpaceX CRS-11 była jedenastą misją Commercial Resupply Services firmy SpaceX, która została pomyślnie wystrzelona przez rakietę Falcon 9 FT 3 czerwca 2017 roku. Misja ta była pierwszym ponownym lotem wcześniej wystrzelonego statku Dragon 1. Misja ta dostarczyła 2708 kilogramów ładunku na Międzynarodową Stację Kosmiczną. Pierwszy stopień rakiety nośnej Falcon 9 FT pomyślnie wylądował na Landing Zone 1. Był to pierwszy raz od 2011 roku, kiedy do Międzynarodowej Stacji Kosmicznej przybył ponownie wykorzystany statek kosmiczny.
Misje CRS-15, CRS-16, CRS-17, CRS-18, CRS-19 i CRS-20 zostały zrealizowane przy użyciu wcześniej wystrzelonych Dragonów 1.

## Produkcja

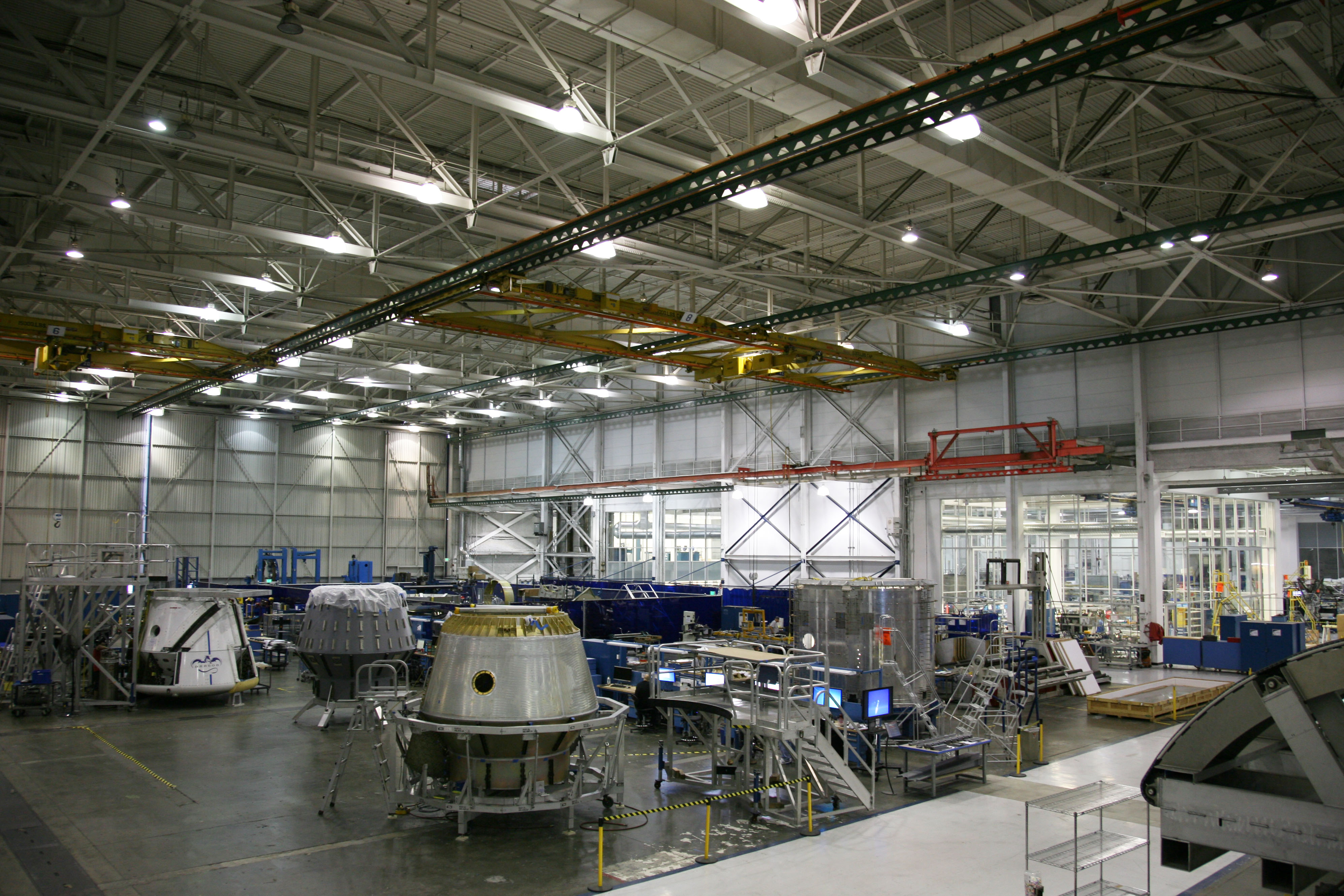
Produkcja Dragonów 1 w fabryce SpaceX

W grudniu 2010 roku linia produkcyjna SpaceX produkowała jeden nowy statek kosmiczny Dragon 1 i rakietę Falcon 9 co trzy miesiące, a Elon Musk stwierdził w wywiadzie z 2010 roku, że do 2012 roku planuje zwiększyć produkcje do jednego Dragona 1 co sześć tygodni.
Do września 2013 r. całkowita powierzchnia produkcyjna SpaceX wzrosła do prawie 93 000m2, a fabryka posiadała sześć statków Dragon 1 na różnych etapach produkcji.

## Projekt

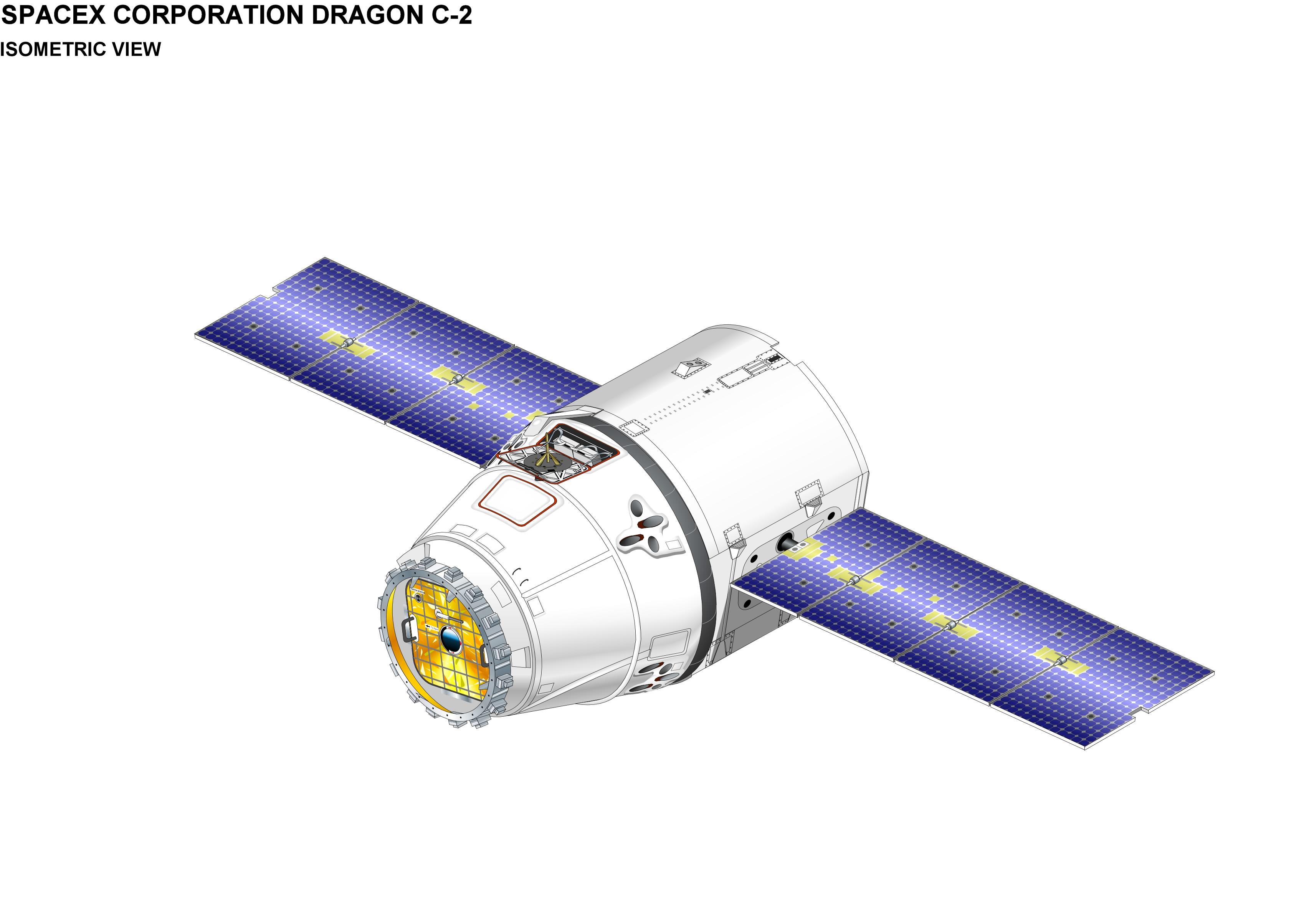
Rzut izometryczny Dragona 1

Dragon 1 jest w kształcie stożka ściętego do którego przymocowany jest bezciśnieniowy bagażnik wyposażony w dwa panele słoneczne. Kapsuła wykorzystuje osłonę termiczną PICA-X, która jest oparta na zastrzeżonym wariancie osłony węglowej z impregnacją fenolową opracowanego przez NASA, zaprojektowanego w celu ochrony kapsuły podczas wejścia w atmosferę. Kapsuła Dragon nadaje się do wielokrotnego użytku i może być wykonywana kilka razy do różnych misji. Bezciśnieniowego bagażnika nie można odzyskać, ponieważ oddziela się od kapsuły przed wejściem w atmosferę w której się spala.
Statek Dragon 1 zostaje wystrzelony na szczycie rakiety Falcon 9. Dragon 1 jest wyposażony w 18 silników Draco dzięki którymi jest w stanie dotrzeć do Międzynarodowej Stacji Kosmicznej. Podczas pierwszych lotów Dragona, kapsuła wodowała na wodach Oceanu Spokojnego, po czym została przetransportowana statkiem na brzeg.
W przypadku lotów towarowych na Międzynarodową Stację Kosmiczną, statek Dragon zostaje przechwycony przez ramię Canadarm2, które pomaga zadokować Dragona do amerykańskiej części stacji za pomocą systemu Common Berthing Mechanism.
Kapsuła Dragon może przetransportować na Międzynarodową Stację Kosmiczną 3310 kilogramów ładunku oraz również zabrać ze stacji ładunek o wadze 3310 kilogramów, który nie może przekraczać 14m3 swojej objętości. Panele słoneczne wytwarzają moc do 4 kW energii, która pozwala zasilić cały statek.

## Lista misji
| Misja              | Naszywka | Kapsuła  | Data startu         | Czas na ISS             | Rezultat |
| ------------------ | -------- | -------- | ------------------- | ----------------------- | -------- |
| COTS Demo Flight 1 | —        | C101     | 8 grudnia 2010      | —                       | Sukces   |
| COTS Demo Flight 2 | —        | C102     | 22 maja 2012        | 5 dni 17 godz. 47 min.  | Sukces   |
| CRS-1              |          | C103     | 8 października 2012 | 17 dni 22 godz. 16 min. | Sukces   |
| CRS-2              |          | C104     | 1 marca 2013        | 22 dni 18 godz. 14 min. | Sukces   |
| CRS-3              |          | C105     | 18 kwietnia 2014    | 27 dni 21 godz. 49 min. | Sukces   |
| CRS-4              |          | C106     | 21 września 2014    | 31 dni 22 godz. 41 min. | Sukces   |
| CRS-5              |          | C107     | 10 stycznia 2015    | 29 dni 3 godz. 17 min.  | Sukces   |
| CRS-6              |          | C108     | 14 kwietnia 2015    | 33 dni 20 godz.         | Sukces   |
| CRS-7              |          | C109     | 28 czerwca 2015     | —                       | Porażka  |
| CRS-8              |          | C110     | 8 kwietnia 2016     | 30 dni 21 godz. 3min.   | Sukces   |
| CRS-9              |          | C111     | 18 lipca 2016       | 36 dni 6 godz. 57 min.  | Sukces   |
| CRS-10             |          | C112     | 19 lutego 2017      | 23 dni 8 godz. 8 min.   | Sukces   |
| CRS-11             |          | C106.2   | 3 czerwca 2017      | 27 dni 1 godz. 53 min.  | Sukces   |
| CRS-12             |          | C113     | 14 sierpnia 2017    | 31 dni 6 godz.          | Sukces   |
| CRS-13             |          | C108.2 ♺ | 15 grudnia 2017     | 25 dni 21 godz. 21 min. | Sukces   |
| CRS-14             |          | C110.2   | 2 kwietnia 2018     | 30 dni 16 godz.         | Sukces   |
| CRS-15             |          | C111.2 ♺ | 29 czerwca 2018     | 32 dni 45 min.          | Sukces   |
| CRS-16             |          | C112.2 ♺ | 5 grudnia 2018      | 36 dni 4 godz.          | Sukces   |
| CRS-17             |          | C113.2 ♺ | 4 maja 2019         | 27 dni 23 godz. 2 min.  | Sukces   |
| CRS-18             |          | C108.3 ♺ | 24 lipca 2019       | 30 dni 20 godz. 24 min. | Sukces   |
| CRS-19             |          | C106.3 ♺ | 5 grudnia 2019      | 29 dni 19 godz. 54 min. | Sukces   |
| CRS-20             |          | C112.3 ♺ | 7 marca 2020        | 28 dni 22 godz. 12 min  | Sukces   |